# 万須田村
万須田村（ますだむら）は、かつて愛知県海東郡にあった村。
現在の名古屋市中川区（旧・富田町）の一部（富田町長須賀・富田町伏屋・富田町前田・富田町万場・野田・川前町・本前田町・横井・横前町・島井町・吉津・前田西町・西伏屋・伏屋・大地・江松西町・長須賀など）に該当する。
村名は、前身となった村の名から一文字ずつとった合成地名である。

## 歴史
- 1889年（明治22年）10月1日 - 万場村、長須賀村、前田村、助光村、伏屋村が合併し、万須田村が発足。
- 1906年（明治39年）7月1日 - 赤星村、戸田村、豊治村と合併し、富田村が発足。同日万須田村は廃止。
- 1913年（大正2年）4月1日 - 海東郡と海西郡の区域をもって海部郡を設置。住居表示が海東郡富田村から海部郡富田村に変わる。
- 1944年（昭和19年）2月11日 - 町制を施行。海部郡富田町発足。
- 1955年（昭和30年）10月1日 - 富田町が名古屋市に編入合併され中川区の一部となる。